# Flora Palaestina
Flora Palaestina (abreviado Fl. Palaest.) es un libro con ilustraciones y descripciones botánicas que fue escrito por el científico, naturalista, botánico y zoólogo sueco. Fue editado el año 1756 con el nombre de Flora Palaestina, quam, venia experientissimae Facult. Med. ...